# Csákberény
Csákberény es un pueblo húngaro perteneciente al distrito de Mór, condado de Fejér.
Algunas escenas al aire libre de la serie de televisión estadounidense The Witcher, particularmente la ficticia Batalla de Marnadal, fueron filmadas en las colinas de este pueblo.

## Superficie
Cuenta con una superficie de 41,37 km².

## Demografía
Hasta 2024 la población era de 1142 habitantes, con una densidad de población de 27,60 hab/km².
| Gráfica de evolución demográfica de Csákberény entre 2020 y 2024 |
|                                                                  |
| Datos según la Oficina Central de Estadística de Hungría.        |